# Бриск
Бриск — карточная игра. Игроков — двое. Колода — 36 или 52 листа. Сдача — 5 карт, но сдаются они частями, сперва по две, затем ещё по три. Верхняя карта колоды — козырь, вскрывается. Начинает ходить противник сдатчика, затем тот, кто взял взятку. На выхоженную карту положено класть ту же масть, если её нет, козырь, и только в крайнем случае — любую ненужную карту. Крупнейшая карта берёт взятку, затем игроки делают добор до 5 из закрытой колоды. Игра заканчивается, когда карты кончаются и на руках, и в колоде. Выигрывает взявший больше взяток. Он становится сдатчиком.
Игра бытовала в конце XIX века в «средних слоях» общества. Ныне не встречается.